# In the realm of Asgærd
In the realm of Asgærd is het enige muziekalbum dat Asgard heeft uitgegeven. Het album is opgenomen in de Decca geluidsstudio en de studio van de Moody Blues, die toen net een van de Decca studio’s hadden overgenomen en ingericht. Stimulatoren van de band waren Mike Pinder (van de Moody Blues) en Gerr Hoff, de manager van Moody Blues’ eigen platenlabel Threshold Records. Achter de knoppen als geluidstechnici waren te vinden Tony Clarke (ook wel zesde Moodie genoemd), Derek Varnals (vaste geluidstechnicus van de Moodies) en Pinder zelf.
Met zoveel Moodies-invloeden zou men verwachten dat de muziek van het album de richting van de toenmalige Moody Blues zou gaan. Dat is niet het geval. De muziek van de Moody Blues leunde zwaar op het toetsenspel van Pinder, Asgard had geen bespeler van een dergelijk instrument. Wel hadden ze een violist in de gelederen. De muziek doet eerder denken aan een vroege Deep Purple met folkinvloeden, zonder dat de muziek overslaat naar hardrock.
Het album verkocht maar matig; de singles die van het album gehaald waren (Friends en Realm) verkochten ook niet goed. Na één album was het afgelopen voor Asgard.

## Musici
- James Smith, Ted Bartlett – zang
- Rodney Harrison – gitaar, zang
- Dave Cook – basgitaar
- Peter Orgill – viool
- Ian Snow – slagwerk

## Muziek
| Nr. | Titel                      | Duur |
| --- | -------------------------- | ---- |
| 1.  | In the realm of Asgærd     |      |
| 2.  | Friends                    |      |
| 3.  | Town crier                 |      |
| 4.  | Austin Osmanspare          |      |
| 5.  | Children of a new born age |      |
| 6.  | Time                       |      |
| 7.  | Lorraine                   |      |
| 8.  | Starquest                  |      |